# San Francisco Ixhuatán
San Francisco Ixhuatán là một đô thị thuộc bang Oaxaca, México. Năm 2005, dân số của đô thị này là 9050 người.